# Saint-Cassin
Saint-Cassin is een gemeente in het Franse departement Savoie (regio Auvergne-Rhône-Alpes) en telt 697 inwoners (1999). De plaats maakt deel uit van het arrondissement Chambéry.

## Geografie
De oppervlakte van Saint-Cassin bedraagt 14,9 km², de bevolkingsdichtheid is 46,8 inwoners per km². De gemeente ligt ten noorden van het massief van de Chartreuse.

## Verkeer en vervoer
In de gemeente ligt spoorwegstation Saint-Cassin-la-Cascade.
De onderstaande kaart toont de ligging van Saint-Cassin met de belangrijkste infrastructuur en aangrenzende gemeenten.

## Demografie
Onderstaande figuur toont het verloop van het inwonertal (bron: INSEE-tellingen).